# Відносини між Україною та Сент-Кіттсом і Невісом
Відносини між Україною та Сент-Кіттсом і Невісом було встановлено 8 червня 2015 року.
За відносини з Сент-Кіттсом і Невісом відповідає Посольство України у Великій Британії.

## Історія
Сент-Кіттс і Невіс не брав участі в голосуванні за резолюцію ГА ООН «Територіальна цілісність України» 27 березня 2014 року, а також в подальших голосуваннях за резолюції щодо ситуації з правами людини в тимчасово окупованих Автономній Республіці Крим та м. Севастополь (Україна) та їх мілітаризації рф. Натомість, з початку повномасштабної збройної агресії Росії проти України країна підтримала ключові резолюції в рамках 11-ї позачергової сесії ГА ООН («Агресія проти України», «Гуманітарні наслідки агресії проти України», «Територіальна цілісність України: захист принципів Статуту ООН», «Принципи Статуту ООН, що лежать в основі всебічного, справедливого і міцного миру в Україні»).
Як і інші країни КАРІКОМ, Сент-Кіттс і Невіс засуджує агресію РФ проти України, висловлює занепокоєння суттєвими економічними наслідками для ЛАКБ від повномасштабної війни, розв’язаної росією у 2022 році, та закликає до вирішення конфлікту дипломатичними засобами.

## Торгівля
Основні придбані Україною послуги пов'язані з фінансовою діяльністю.